# الملعب الوطني (كاوهسيونغ)
ملعب كاوهسيونغ الوطني (بالصينية: 國家體育場) هو ملعب متعدد الاستخدام في كاوهسيونغ، تايوان. يستخدم الملعب حالياً لرياضات مثل ألعاب قوى، اتحاد الرغبي وكرة القدم. يعتبر حالياً أكبر ملعب في تايوان من حيث السعة. سبق للملعب أن احتضن الرياضات الرئيسية للألعاب العالمية 2009. يتسع الملعب لجلوس 55,000 شخص. وقد تم افتتاحه في مايو 2009. يستضيف الملعب أيضاً بعض مباريات منتخب تايوان لكرة القدم منها مباريات تصفيات كأس التحدي الآسيوي 2012.

## معرض صور

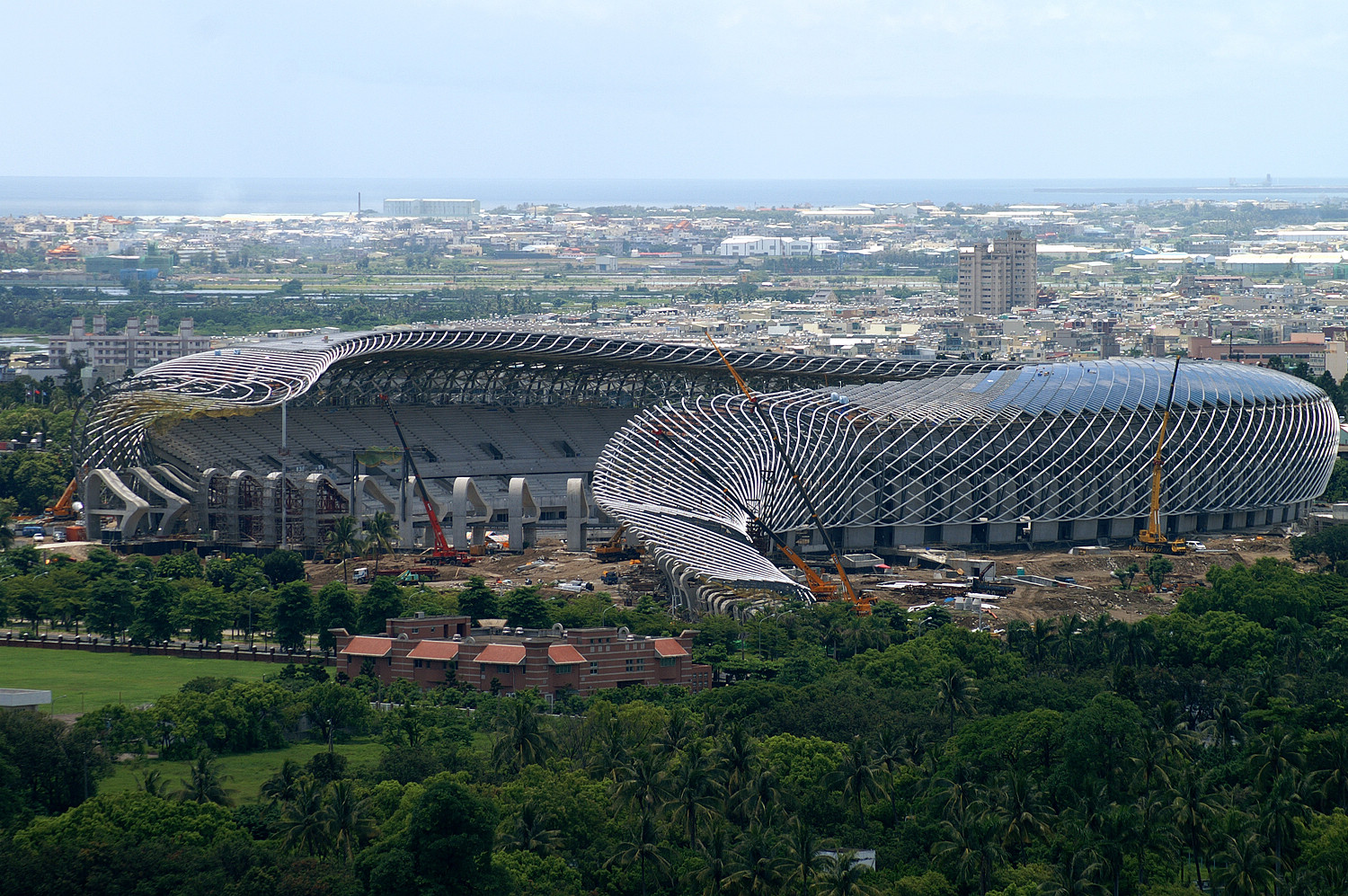
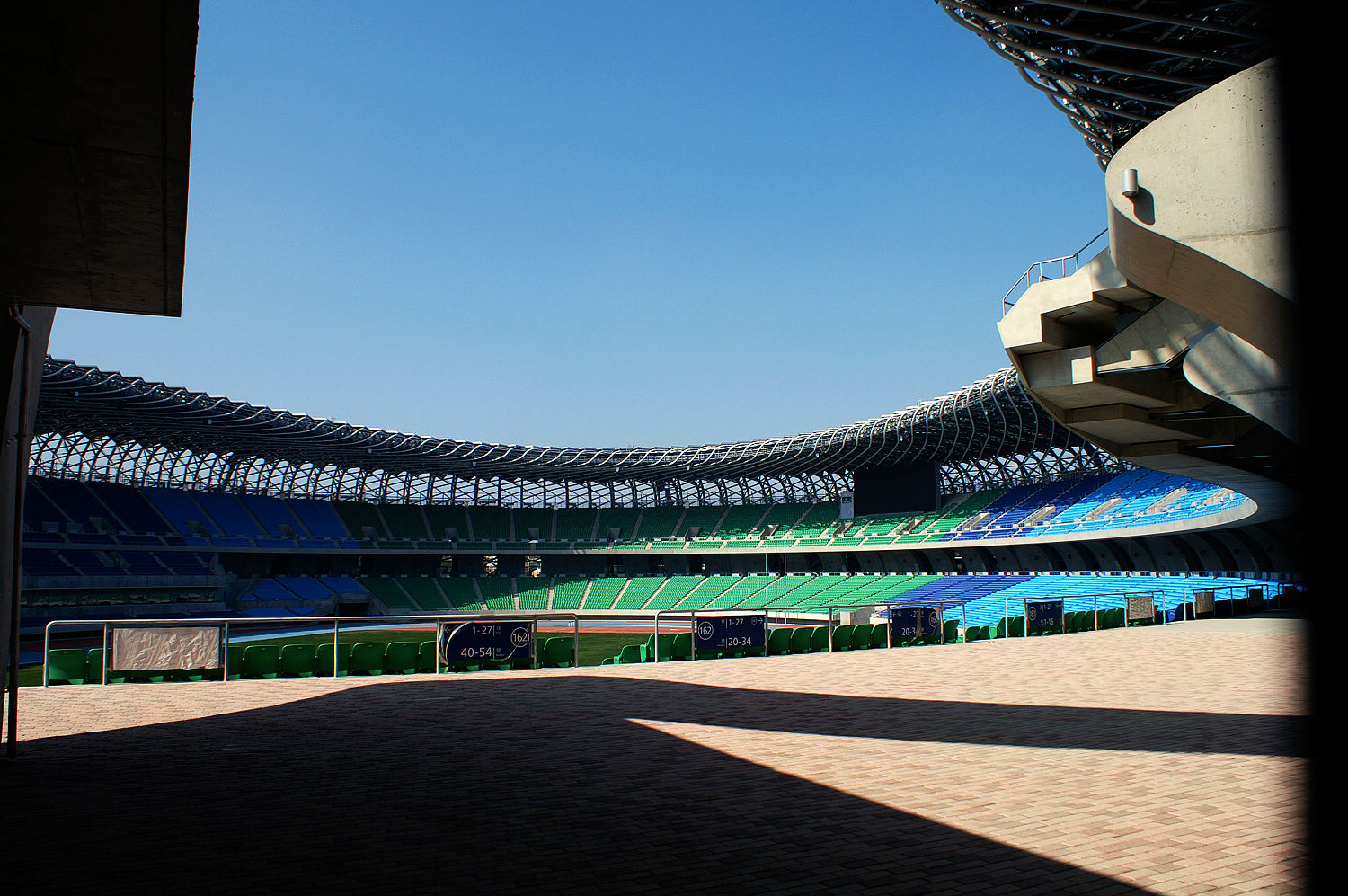
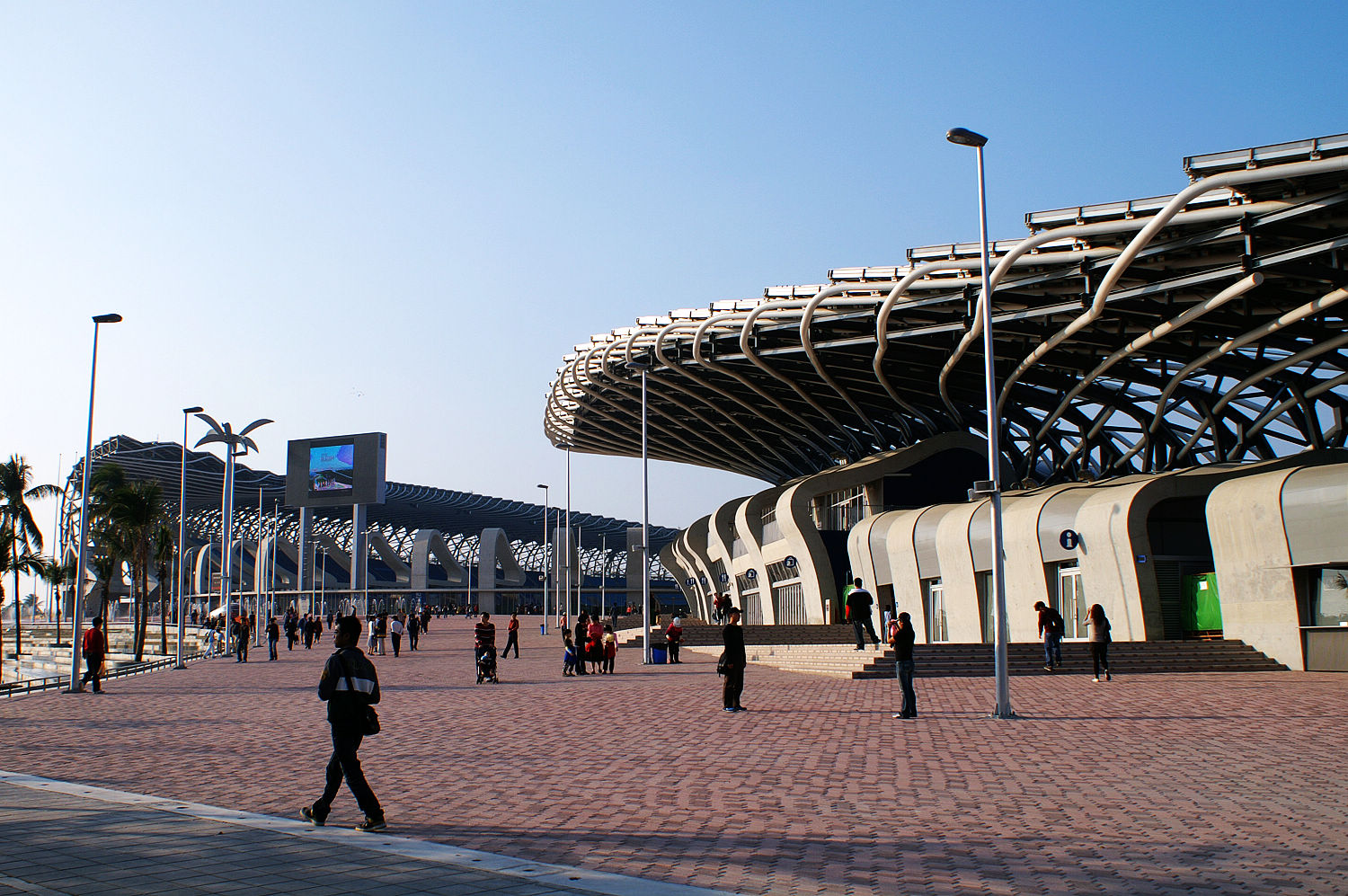
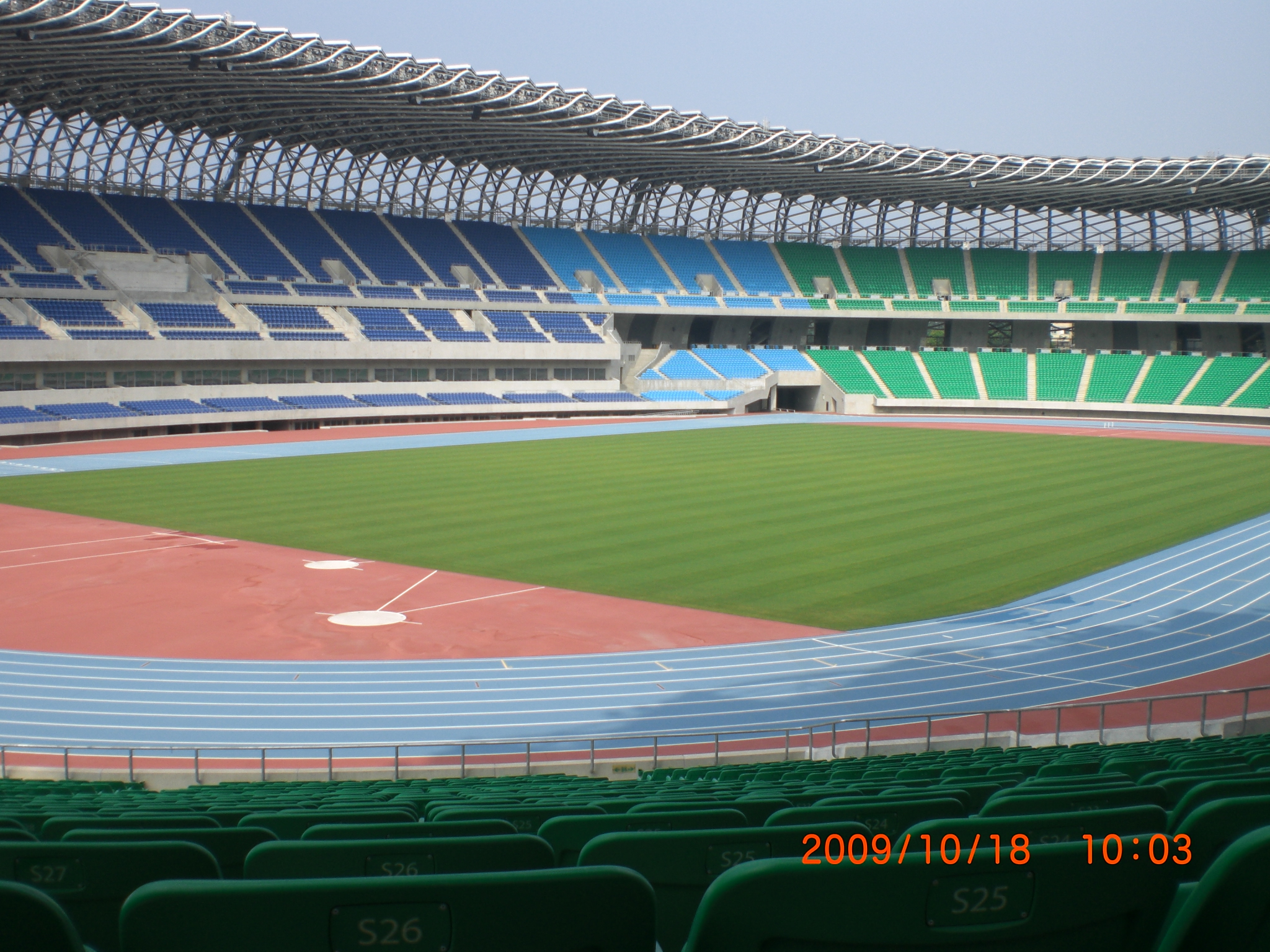
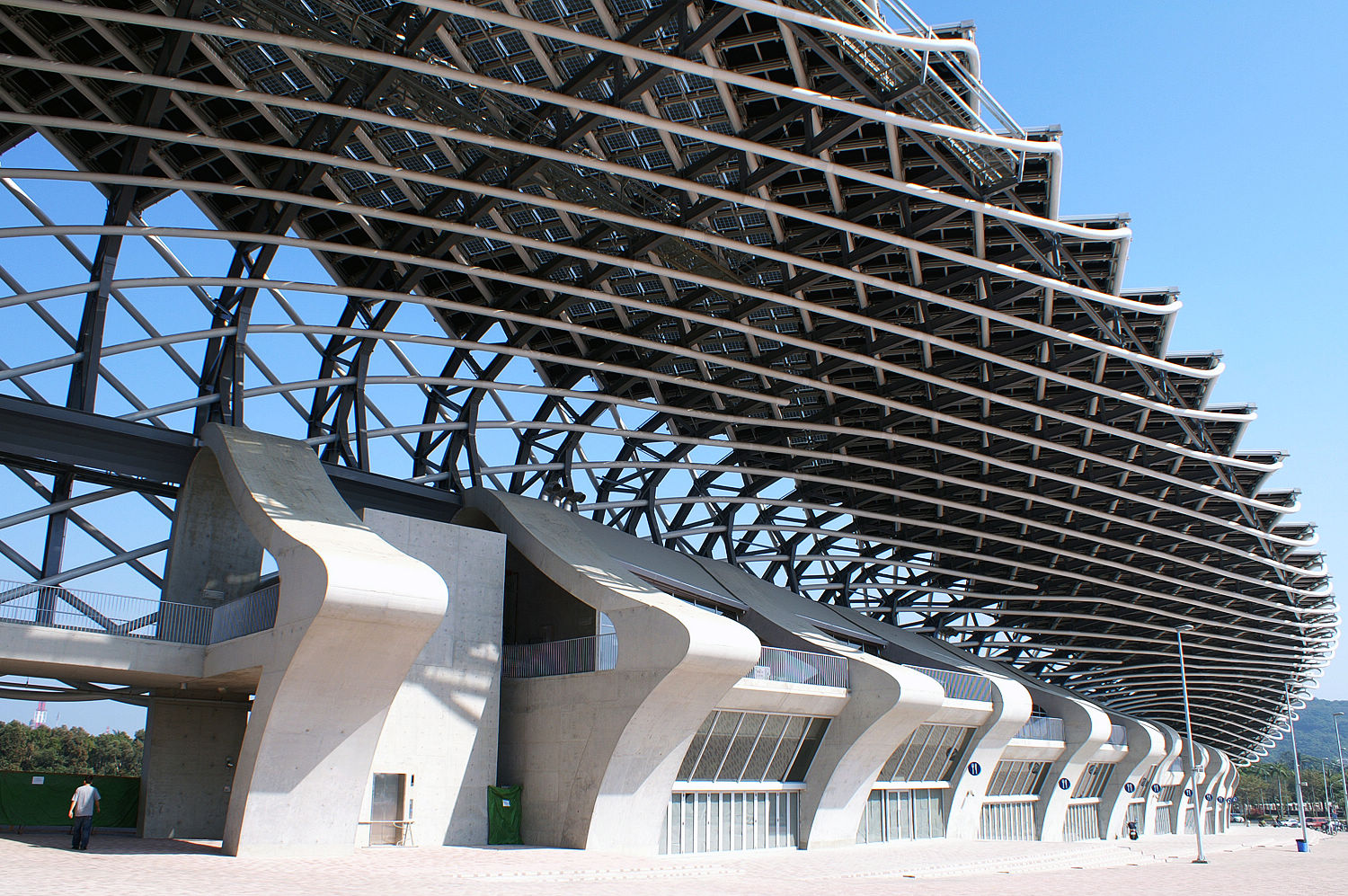
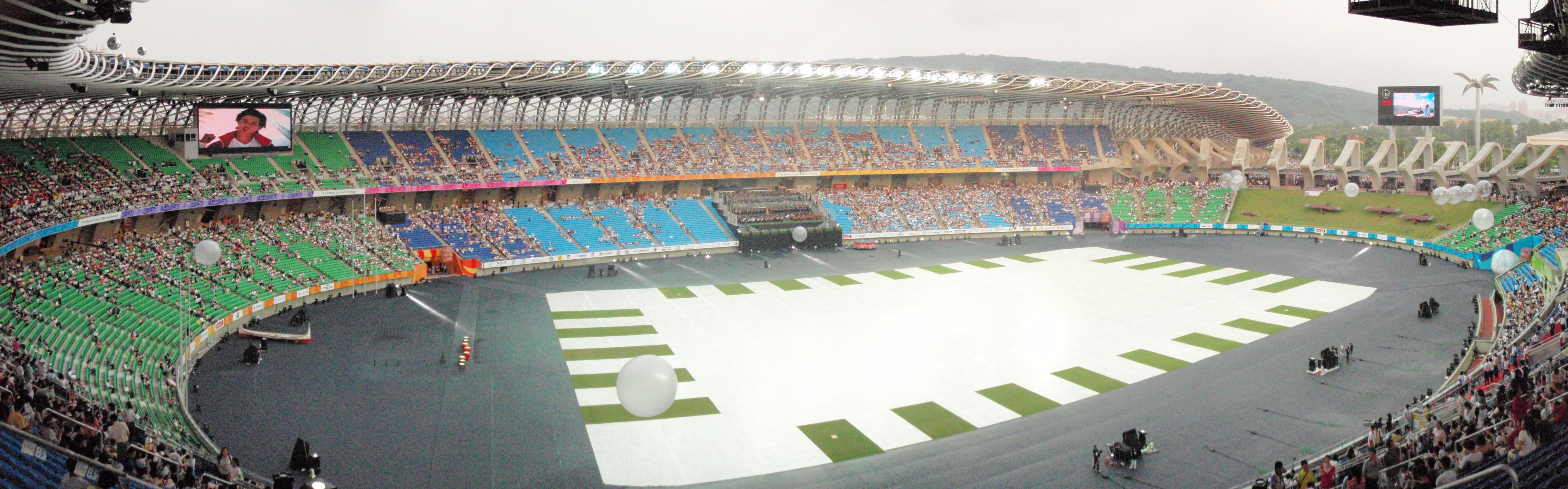

## وصلات خارجية
- الموقع الرسمي
- ملعب الألعاب العالمية